# Hans Urs von Balthasar
Hans Urs von Balthasar (n. 12 august 1905, Luzern, cantonul Lucerna, Elveția – d. 26 iunie 1988, Basel, Cantonul Basel-Oraș, Elveția) a fost un teolog elvețian și preot catolic. A fost ridicat la rangul de cardinal, însă a murit înaintea ceremoniei. A fost unul din cei mai importanți intelectuali și teologi catolici ai secolului XX, cu peste 100 de cărți și sute de articole publicate.
Obosit de neo-scolasticismul din acele vremuri, von Balthasar și-a extras spiritualitatea și teologia din Părinții Bisericii. Ca profesor și capelan pentru studenți, el s-a întâlnit cu mistica Adrienne von Speyr (1902-1967); ea a devenit catolică sub îndrumarea lui spirituală. Scrierile ei au devenit sursă majoră pentru scrierile lui, iar el a insistat că opera sa nu poate fi separată de opera ei. Împreună au fondat Comunitatea Sf. Ioan, un institut secular.
În 1972 a fondat „Communio”, o revistă catolică internațională, împreună cu Jean Daniélou, Henri de Lubac și Joseph Ratzinger (Papa Benedict al XVI-lea). Între 1961 și 1987 a produs opera sa cea mai importantă, o trilogie publicată în 15 volume: „Slava lui Dumnezeu”, „Teodramatica” și „Teologica”. În anul 1947 a înființat celebra editură catolică Johannes Verlag, unde au fost publicați cei mai mari scriitori ai istoriei creștinismului. După mulți ani de luptă cu boala, Balthasar a murit la 26 iunie 1988, cu o zi înainte să fie făcut cardinal de papa Ioan Paul al II-lea. 
Ediția critică în limba română a operei complete a lui Hans Urs von Balthasar este coordonată de profesorul Alin-Sebastian Tat și este publicată la Editura Galaxia Gutenberg. 

## Ediții în limba română
- Prezență și gândire. Despre filosofia religioasă a lui Grigore din Nyssa, trad. Cristian Șoimușan, Editura Galaxia Gutenberg, Târgu-Lăpuș, 2023.
- Teologia istoriei, trad. Dan Siserman, Editura Galaxia Gutenberg, Târgu-Lăpuș, 2023.
- Explorări în teologie, Maria Magdalena Anghelescu, Editura Galaxia Gutenberg, Târgu-Lăpuș, 2023.
  - vol. I: Verbum caro
  - vol. II: Sponsa verbi
- Inima lumii, Maria Magdalena Anghelescu, Editura Galaxia Gutenberg, Târgu-Lăpuș, 2022.
- Teologica, Maria Magdalena Anghelescu, Editura Galaxia Gutenberg, Târgu-Lăpuș, 2022.
  - vol. I: Adevărul Lumii
  - vol. II: Adevărul lui Dumnezeu
  - vol. III: Duhul Adevărului

- Epilog, Maria Magdalena Anghelescu, Editura Galaxia Gutenberg, Târgu-Lăpuș, 2022.
- Meditația creștină, trad. Wilhelm Tauwinkl, Editura Galaxia Gutenberg, Târgu-Lăpuș, 2022.
- Ce putem spera împreună cu Mic discurs despre iad. Apocatastaza, trad. Maria Magdalena Anghelescu, Alexandru Șahighian, Editura Galaxia Gutenberg, Târgu-Lăpuș, 2022.
- Cordula sau marea încercare, Editura Galaxia Gutenberg, Târgu-Lăpuș, 2021.
- Catolic. Aspecte ale misterului, Maria Magdalena Anghelescu, Editura Galaxia Gutenberg, Târgu-Lăpuș, 2021.
- Bobul de grâu. Aforisme, trad. Ion Milea, Editura Galaxia Gutenberg, Târgu-Lăpuș, 2021
- Principiile moralei creștine (împreună cu Joseph Ratzinger și Heinz Schürmann), trad. Dan Siserman, Editura Galaxia Gutenberg, Târgu-Lăpuș, 2021.
- Teodramatica, trad. Maria Magdalena Anghelescu, Editura Galaxia Gutenberg, Târgu-Lăpuș, 2021.
  - vol. I: Prolegomene
  - vol. II: Dramatis Personae: Omul în Dumnezeu
  - vol. III: Dramatis Personae: Persoanele în Cristos
  - vol. IV: Acțiunea
  - vol. V: Deznodământul
- Dezvoltarea ideii muzicale, trad. George Maier & Beatrice Ungar, Editura Galaxia Gutenberg, Târgu-Lăpuș, 2021.
- Cine e creștin?, trad. Alexandru Ștefan Hrab, Editura Galaxia Gutenberg, Târgu-Lăpuș, 2021.
- Slava lui Dumnezeu, trad. Maria Magdalena Anghelescu, Editura Galaxia Gutenberg, Târgu-Lăpuș, 2019-2021.
  - vol. I: Vederea formei.
  - vol. II: Studii despre stilurile teologice: stiluri clericale (de la Irineu la Bonaventura)
  - vol. III: Studii despre stilurile teologice: Stilurile laice (de la Dante la Péguy)
  - vol. IV: În spațiul metafizicii. Antichitatea (de la Homer până la Toma)
  - vol. V: În spațiul metafizicii. Epoca modernă (de la Eckhart până în ziua de azi)
  - vol. VI: Teologia. Vechiul Testament
  - vol. VII: Teologia. Noul Testament

- Liturghia cosmică. Lumea în gândirea Sfântului Maxim Mărturisitorul, trad. Alexandru I. Roșu, Editura Doxologia, Iași, 2018.
- Viața dobândită prin moarte, trad. Dan Siserman, Editura Galaxia Gutenberg, Târgu-Lăpuș, 2018.
- Creștinul și frica, trad. Lorin Ghiman, Editura Galaxia Gutenberg, Târgu-Lăpuș, 2016.
- De nu veți deveni precum acest copil, trad. Maria Magdalena Anghelescu, Editura Galaxia Gutenberg, Târgu-Lăpuș, 2016.
- Trăind în slujba lui Dumnezeu, trad. Marius Ivașcu, Editura Galaxia Gutenberg, Târgu-Lăpuș, 2008.
- Cuvânt și taină la Origene, trad. Marius Boldor, Editura Galaxia Gutenberg, Târgu-Lăpuș, 2007.
- Iubirea, formă a revelației, trad. Ioan Inesc, Editura Galaxia Gutenberg, Târgu-Lăpuș, 2005.
- Despre opera sa, trad. Wilhelm Tauwinkl, Editura Galaxia Gutenberg, Târgu-Lăpuș, 2005.
- Crezul. Meditații la Simbolul de Credință Apostolic, trad. Ioan Ică Jr., Editura Galaxia Gutenberg, Târgu-Lăpuș, 2004.
- Mic discurs despre iad, trad. Alexandru Șahighian, Editura Anastasia, București, 1999